# الشلياق
الشلياق نجم ثنائي تابع لكوكبة القيثارة، يبعد حوالي 882 سنة ضوئية عن الأرض.

## خصائص

صورة تمثل تغير سطوع نجم ثنائي

الشلياق نظام نجمي ثنائي متكون من نجم ازرق وأبيض قزم (B7V) ونجم اخر من النسق الأساسي (A8V). النجمين قريبان إلى بعض لدرجة انجذاب غلاف الفوتوسفير مغيرا في شكل النجمان إلى البيضاوي ولا يمكن حلها من خلال التلسكوب البصري. الشلياق يعتبر نموذج من النظم الثنائية القريبة جدا.
كما ان النظام يحتوي نجم ثالث مفصول نوع B7V وله قدر ظاهري 7.2 يمكن بسهولة رصده بواسطة المناظير. مضيئ حوالي 80 مراة أكثر الشمس مع فترة مدارية قدرها 4.34 يوم .